# Julodis candida
Julodis candida es una especie de escarabajo del género Julodis, familia Buprestidae. Fue descrita científicamente por Holynski en 1997.